# Championnat de Grèce de football 2004-2005
Navigation
Saison précédente Saison suivante
La saison 2004-2005 du Championnat de Grèce de football était la 57e édition de la première division grecque. Cette édition fait suite à l'Euro 2004 où la Grèce a réalisé l'un des exploits les plus inattendus du sport en remportant la compétition. Pour la première fois, deux clubs de Crète participent à l'Alpha Ethniki puisque le PAE Ergotelis Heraklion rejoint l'OFI Crete.
Lors de cette saison, le Panathinaikos, tenant, a tenté de conserver son titre de champion de Grèce face aux quinze meilleurs clubs grecs lors d'une série de matchs se déroulant sur toute l'année. Les seize clubs participants au championnat ont été confrontés à deux reprises aux quinze autres. 
L'Olympiakos reprend la main sur le championnat et gagne son 8e titre en neuf ans. C'est le 33e titre de champion de grèce de son histoire. Le Panathinaikos, tenant du titre, finit à un point et l'AEK Athènes termine 3e à 3 points.

## Qualifications en Coupe d'Europe
À l'issue de la saison, le club champion se qualifie pour la Ligue des champions 2005-2006 tout comme le vice-champion, alors que le 3e est qualifié pour le tour préliminaire. Le vainqueur de la Coupe de Grèce est désormais qualifié pour la Coupe UEFA 2005-2006, tout comme le club classé 4e à l'issue de la saison (Si le vainqueur de la Coupe finit à l'une des 4 premières places, c'est le club classé 5e qui se qualifie pour cette compétition). Cette saison, un club se qualifie pour la Coupe Intertoto 2005.

## Les 16 clubs participants
| Club                    | Classement 2003-2004 | Stade                          | Capacité | Ville         |
| ----------------------- | -------------------- | ------------------------------ | -------- | ------------- |
| AEK Athènes             | 4                    | Stade Olympique                | 71 030   | Athènes       |
| AO Aigáleo              | 5                    | Stade Stavros Mavrothalassitis | 12 000   | Aigáleo       |
| Apollon Kalamarias      | Beta Ethniki         | Stade Apollon                  | 7 000    | Kalamaria     |
| Aris Salonique          | 13                   | Stade Harilaou                 | 18 308   | Salonique     |
| Atromitos FC            | 7                    | Stade de Peristeri             | 10 200   | Peristeri     |
| PAE Ergotelis Heraklion | Beta Ethniki         | Stade Pankritio                | 26 240   | Heraklion     |
| Ionikos Le Pirée        | 9                    | Stade Dimotico-Neapoli         | 6 300    | Le Pirée      |
| Iraklis Salonique       | 8                    | Stade Kaftantzoglio            | 28 000   | Thessalonique |
| GS Kallithea            | 12                   | Stade Gregoris Lambrakis       | 4 200    | Kallithéa     |
| AO Kerkyra              | Beta Ethniki         | Stade Kerkyra                  | 4 000    | Kerkyra       |
| OFI Crete               | 11                   | Stade Pankritio                | 26 240   | Heraklion     |
| Olympiakos Le Pirée     | 2                    | Stade Karaiskaki               | 33 334   | Le Pirée      |
| Panathinaikos           | 1                    | Stade Olympique                | 71 030   | Athènes       |
| Panionios               | 6                    | Stade Nea Smyrnis              | 11 700   | Athènes       |
| PAOK Salonique          | 3                    | Stade de Toúmba                | 28 701   | Thessalonique |
| AO Xanthi               | 10                   | Stade de Xanthi                | 7 422    | Xanthi        |

## Compétition

### Classement
Le barème de points servant à établir le classement se décompose ainsi :
- Victoire : 2 points
- Match nul : 1 point
- Défaite, forfait ou abandon du match : 0 point

| Rang | Équipe                      | Pts | J  | G  | N  | P  | Bp | Bc | Diff |
| ---- | --------------------------- | --- | -- | -- | -- | -- | -- | -- | ---- |
| 1    | Olympiakos (C)              | 65  | 30 | 19 | 8  | 3  | 54 | 18 | +36  |
| 2    | Panathinaïkos (T)           | 64  | 30 | 19 | 7  | 4  | 51 | 18 | +33  |
| 3    | AEK Athènes                 | 62  | 30 | 17 | 11 | 2  | 46 | 22 | +24  |
| 4    | AO Xanthi                   | 50  | 30 | 14 | 8  | 8  | 43 | 29 | +14  |
| 5    | PAOK Salonique              | 46  | 30 | 13 | 7  | 10 | 43 | 39 | +4   |
| 6    | AO Aigáleo                  | 45  | 30 | 11 | 12 | 7  | 31 | 26 | +5   |
| 7    | Iraklis Salonique           | 41  | 30 | 12 | 5  | 13 | 36 | 40 | -4   |
| 8    | Atromitos FC                | 38  | 30 | 10 | 8  | 12 | 34 | 38 | -4   |
| 9    | GS Kallithea                | 37  | 30 | 9  | 10 | 11 | 39 | 44 | -5   |
| 10   | Ionikos Le Pirée            | 36  | 30 | 8  | 12 | 10 | 22 | 32 | -10  |
| 11   | Panionios                   | 35  | 30 | 8  | 11 | 11 | 25 | 32 | -7   |
| 12   | Apollon Kalamarias (P)      | 33  | 30 | 8  | 9  | 13 | 31 | 49 | -18  |
| 13   | OFI Crète                   | 32  | 30 | 8  | 8  | 14 | 36 | 44 | -8   |
| 14   | Aris Salonique -3           | 25  | 30 | 5  | 13 | 12 | 26 | 37 | -11  |
| 15   | PAE Ergotelis Héraklion (P) | 20  | 30 | 5  | 5  | 20 | 19 | 50 | -31  |
| 16   | AO Kerkyra (P)              | 17  | 30 | 3  | 8  | 19 | 21 | 49 | -28  |

| Légende : Qualifications et relégations | Légende : Qualifications et relégations                                                                        |
| --------------------------------------- | --- |
|                                         | Ligue des champions 2005-2006 (phase de groupes)                                                               |
|                                         | Ligue des champions 2005-2006 (3e tour préliminaire)                                                           |
|                                         | Coupe UEFA 2005-2006                                                                                           |
|                                         | Coupe Intertoto 2005                                                                                           |
|                                         | Relégué en Beta Ethniki                                                                                        |
|                                         | (T) : Tenant du titre 2003-2004 (C) : Vainqueurs de la Coupe de Grèce de football (P) : Promus de Beta Ethniki |

- L'Aris Salonique a reçu une pénalité de 3 points pour une raison inconnue.

## Bilan de la saison
| Tableau d'Honneur                |              |
| Compétition                      | Vainqueur    |
| Championnat de Grèce de football | Olympiakos   |
| Coupe de Grèce de football       | Olympiakos   |
| Supercoupe de Grèce de football  | non disputée |

| Qualifications européennes 2005-2006  |                                      |
| Ligue des champions 2005-2006         | Qualifiés                            |
| Phase de groupes 3e tour préliminaire | Olympiakos Panathinaikos AEK Athènes |
| Coupe UEFA 2005-2006                  | Qualifiés                            |
| 1er tour                              | AO Xanthi PAOK Salonique             |
| Coupe Intertoto 2005                  | Qualifié                             |
| 3e tour préliminaire                  | AO Aigáleo                           |

| Promotions et relégations |                                                   |
| Relégués en Beta Ethniki  | Aris Salonique PAE Ergotelis Heraklion AO Kerkyra |
| Promus de Beta Ethniki    | AEL Larissa APO Levadiakos Akratitos Liosion      |

## Statistiques

### Meilleurs buteurs
| # | Buteurs               | Clubs                      | Nb de Buts |
| - | --------------------- | -------------------------- | ---------- |
| 1 | Theofanis Gekas       | GS Kallithea/Panathinaikos | 18         |
| 2 | Luciano de Souza      | AO Xanthi                  | 16         |
| 3 | Michális Konstantínou | Panathinaikos              | 15         |
| 4 | Giorgos Barkoglou     | AO Aigáleo                 | 14         |
| 4 | Dimitris Salpingidis  | PAOK Salonique             | 14         |
| 6 | Nikos Machlas         | OFI Crete                  | 13         |